# 罗纳德·艾伦·哈里斯
罗纳德·艾伦·哈里斯（英語：Ronald Allen Harris，1947年2月8日—1980年12月31日），生于底特律，美国男子拳击运动员。他曾代表美国参加1964年夏季奥林匹克运动会拳击比赛，获得男子60公斤级铜牌。